# Atsushi Kisaichi
Atsushi Kisaichi (私市 淳 Kisaichi Atsushi?,  Minato, Tokio, 23 de febrero de 1972) es un actor de voz japonés, afiliado a Aoni Production. Kisaichi debutó en el mundo del doblaje en 1990; a lo largo de treinta años de carrera ha desempeñado numerosos roles, tanto en series de anime como en videojuegos. Es principalmente conocido por darle voz al personaje principal de Aoba Seragaki en la saga de novelas visuales Dramatical Murder y su respectivas adaptaciones posteriores, incluyendo una serie de anime en 2014, y en una serie de CD dramas en 2015.

## Filmografía

### Anime
1992
- Shin-chan como Chico del delivery, Yūji

1993
- Cazafantasmas Mikami

1994
- Slam Dunk como Miura
- Dragon Ball Z como Ciudadano (ep. 243), Reportero (ep. 231)
- Sailor Moon S como Niño B (ep. 105), Chin-Chin Tei (ep. 107)
- Marmalade Boy como Alex

1995
- Gulliver Boy como León
- Slam Dunk
- Sailor Moon SuperS como Editor 2 (ep. 134)

1996
- Jigoku Sensei Nube como Kimu Takera "Kimutake", Narumi
- Dragon Ball GT como Oob, Ax (ep, 25), Hombre en la tienda B (ep, 3)
- Sailor Moon Sailor Stars como Anfitrión (ep. 191), Locutor de telediario (ep. 169), Residente (ep. 183)
- Brave Command Dagwon como Ryuu Hashiba

1998
- Kare Kano como Hideaki Asaba
- Kocchi Muite Miko como Kenta
- Nazca como Kendo Judge
- Bannō bunka nekomusume como Rintarou Shimazaki
- Yu-Gi-Oh! como Hirata (ep. 17), Estudiante (ep. 10)

1999
- Burst Ball Barrage!! Super B-Daman como Miura Kazama, Mikami
- Project ARMS como Keith Green
- Pokémon como Isao (ep. 87)

2000
- NieA_7 como George
- Shinzo como Boruto

2001
- Offside como Hideki Yakumaru
- Hoshi no Kirby como Meta Knight
- Mahoromatic como Kiyomi Kawahara, Punk A (ep. 9)
- Project ARMS como Keith Green

2002
- Kanon como Yuichi Aizawa
- Princess Tutu como Pualo (ep. 6)
- Mahoromatic: Something More Beautiful como Kiyomi Kawahara

2003
- Tenshi na Konamaiki como Aota
- Planetes como Corin
- Bobobo-bo Bo-bobo como Kazutaka (ep. 3)
- Mermaid Melody: Pichi Pichi Pitch como Yuya Ishibashi (ep. 10)

2004
- Kono Minikuku mo Utsukushii Sekai como Shinichi Asakura
- Detective Conan como Yasuo Fujino (ep. 368)

2005
- Gakuen Alice como Shuichi Sakurano
- Suki na Mono wa Suki Dakara Shōganai! como Gaku Ichikawa

2006
- Guardian Ninja Mamoru como Mamoru Kagemori
- Code Geass: Lelouch of the Rebellion como Nagata (ep. 1), Shougo Asahina, Terrorista (ep. 2)
- Saiunkoku Monogatari como Hakumei Heki

2007
- Big Windup! como Yoshirou Hamada
- Gintama como Kyoushirou (ep. 55 y 56)
- Gegege no Kitarō como Ganbari-Nyuudou
- Koi Suru Tenshi Angelique: Kagayaki no Ashita como Timka
- D.Gray-man como Robert (ep. 29-30)
- Detective Conan como Hombre (ep. 474)
- Mega Man Star Force como Gemini
- One Piece como Debt Collector (ep. 318)

2008
- Gegege no Kitarō como Hidemaru
- Code Geass: Lelouch of the Rebellion R2 como Luciano Bradley, Shougo Asahina

2009
- Mahoromatic: I'm Home! como Kiyomi Kawahara

2011
- Gintama como Kyoushirou
- Ring ni Kakero como Icarus (ep. 5)

2012
- Area no Kishi como Koichi Hibino

2013
- Saint Seiya Omega como Cyllène

2014
- Soredemo Sekai wa Utsukushii como Embajador de Ocean Kingdom (ep. 3)
- Tonari no Seki-kun como Math Teacher (ep. 11-12)
- DRAMAtical Murder como Aoba Seragaki

2015
- Detective Conan como Entrevistador

2016
- Tiger Mask W como Alec Meyer
- Puzzle & Dragons X como Metal
- Detective Conan como Yūichi Hokari, hombre

### Películas
- Gundam Seed: Special Edition como Rusty Mackenzie

### OVAs
- Future GPX Cyber Formula SIN como Phill Fritz
- Saint Seiya: The Hades Chapter — Sanctuary como Papillon Myu
- Shōnen Maid Kuro-kun como Mies Hakuryūin

### Videojuegos
- Super Smash Bros. Brawl como Meta Knight (2008)
- Dragon Shadow Spell como Kiriyama Laika )
- Mega Man Powered Up como Oilman
- Gitaroo Man como Gregorio Siegfried Wilheim III
- DRAMAtical Murder como Aoba Seragaki
- DRAMAtical Murder re:connect como Aoba Seragaki
- DRAMAtical Murder re:code como Aoba Seragaki
- Dynasty Warriors 7 Empires como Xu Shu
- Dynasty Warriors 8 como Xu Shu
- Tokimeki Memorial Girl's Side 3rd Story como Niina Junpei
- Yggdra Union: We'll Never Fight Alone como Durant
- Soshite Bokura Wa como Gray

### CD dramas
- Akanai Tobira como Tayama
- GetBackers como Sariel
- Hana-Kimi como Izumi Sano
- Hoigakusha to Keiji no Aisho y Hoigakusha to Keiji no Honne como Yuuji Ishida
- Mainichi Seiten!
- Mainichi Seiten! y Kodomo wa Tomaranai
- Oishii Karada como Daiki Nosaka
- Tsuki no Sabaku Satsujin Jiken como Akira Hayashi
- Warui Koto Shitai como Nagahisa Aikawa
- Yebisu Celebrities Grand Finale como Akira Sasao
- Dramatical Murder como Aoba Seragaki

### Doblaje
- Batman: The Brave and the Bold como (Speedy/Roy Harper)
- Teen Titans como (Speedy)
- Young Justice como (Speedy/Flecha Roja/Roy Harper)